# Siegsdorf
Siegsdorf est une commune du Chiemgau, en Haute-Bavière, dans l'arrondissement de Traunstein.

## Histoire
En 1934 Untersiegsdorf et Obersiegsdorf furent réunis en une commune. En 1972, les communes de Eisenärzt et Vogling et finalement en 1978 celle de Hammer y sont rajoutées.
La première colonisation remonte probablement au VIIIe siècle. Le lignage des Sieghartinger donne le nom à Siegsdorf au XIe siècle. Un grand personnage dans l'histoire de Siegsdorf est le chanteur Tannhäuser du XIIIe siècle représenté dans la fontaine au centre du village.
Pendant longtemps, Siegsdorf fut sur la ligne de transport du sel entre Bad Reichenhall et Rosenheim. En 1896 Siegsdorf est rattaché à ligne de chemin de fer joignant Traunstein et Ruhpolding. Un événement fut la découverte en 1985 d’un fossile de mammouth.

## Patrimoine
- Abbaye Maria Eck

## Personnalités liées à la ville
- Aloys Pichler (1833-1874), écrivain mort à Siegsdorf.
- Franz Xaver Holzhey (1885-1945), militaire mort à Eisenärzt.
- Marianne Hoppe (1909-2002), actrice morte à Siegsdorf.
- Jimmy Carl Black (1938-2008), musicien mort à Siegsdorf.
- Ernst von Salomon (1902-1972), écrivain, qui a vécu à Siegsdorf de 1940 à 1945.

## Jumelages
- Fundres (Italie)
- Venusberg (Allemagne)